# Andrei Wassiljewitsch Jentalzew

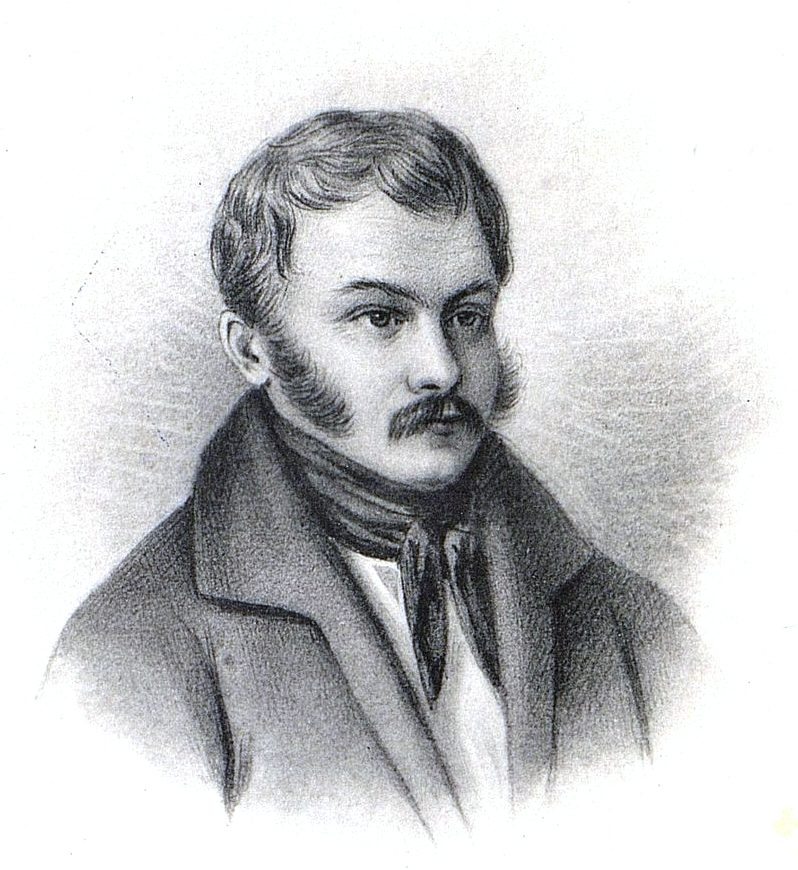
Andrei Wassiljewitsch Jentalzew

Andrei Wassiljewitsch Jentalzew, auch Jantalzew (russisch Андрей Васильевич Ентальцев / Andrej Vasil'evič Ental'cev; * 1788 in Sankt Petersburg; † 27. Januarjul. / 8. Februar 1845greg. in Jalutorowsk), war ein russischer Oberstleutnant und Dekabrist.
Andrei, Sohn des Kollegienassessors Wassili Jentalzew und dessen Ehefrau Warwara Grigorjewna, geborene Tschereschnikowa – Tochter eines mit dem Orden des Heiligen Georg dekorierten Generalmajors, schlug nach dem Schulbesuch in Sankt Petersburg 1801 die Offizierslaufbahn ein. Nach dem Dienst als Junker in einem Artilleriebataillon kämpfte er von 1806 bis 1807 in der Russischen Armee im Vierten Koalitionskrieg gegen die Franzosen. Leutnant Andrei Jentalzew wurde 1812 nach der Schlacht um Smolensk zum Stabskapitän befördert. Die Teilnahme an der Schlacht bei Krasnoje brachte ihm Ende 1812 die Auszeichnung mit dem Orden des Heiligen Wladimir. Am 17. Juni 1817 wurde Andrei Jentalzew Hauptmann, am 15. September 1819 Oberstleutnant und am 25. Januar 1823 Kommandeur der 27. Berittenen Artillerie Kompanie.
Als Geheimbündler seit 1820 wurde Jentalzew wegen seiner Mitgliedschaft in der Wohlfahrtsgesellschaft und im Südbund am 20. Januar 1826 in Tultschyn verhaftet und in die Peter-und-Paul-Festung eingekerkert. Am 7. Februar 1827 wurde er zu zwei Jahren Katorga verurteilt und nach Sibirien verbannt.

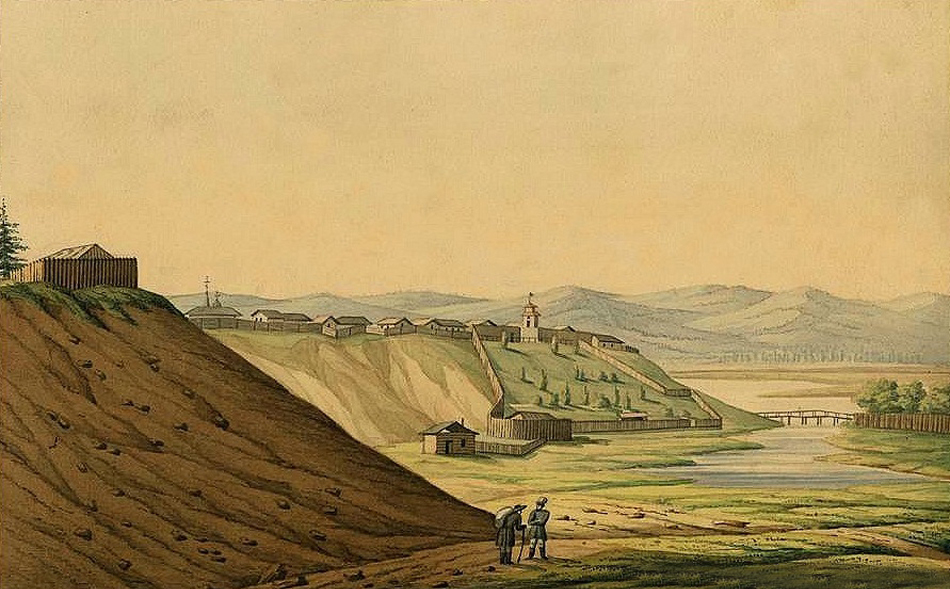
Blick um 1828 auf das Ostrog Tschita

1827/28 verbüßte Andrei Jentalzew die Strafe im Ostrog Tschita. Seine Ehegattin Alexandra Wassiljewna kam im Mai 1828 in Tschita an. Später durfte das Paar zunächst in Berjosowo und dann in Jalutorowsk wohnen. Die Familie Jentalzew kaufte dem Verbannten in Jalutorowsk ein Haus. Trotzdem wollte Andrei Jentalzew weg. Differenzen mit Jalutorowsker Verwaltungsbeamten beförderten anscheinend seine ausbrechende Nervenkrankheit. Sein Gesuch zum Eintritt in die Kaukasusarmee wurde abgelehnt. Doch ab dem Frühsommer 1842 durfte das Paar in Tobolsk wohnen. Bereits im September 1842 kehrte der Kranke zusammen mit seiner Frau nach Jalutorowsk  zurück und starb dort zweieinhalb Jahre später.
Die letzte Ruhe fand Andrei Jentalzew auf dem Alten Friedhof Jalutorowsk. Sein Grab steht unter dem Schutz des Russischen Staates. 